# Georg Alexander von Hippel
Georg Alexander von Hippel (* 14. Oktober 1806 in Suwalken; † 19. Februar 1895 in Oldenburg) war ein preußischer Generalmajor und zuletzt Kommandeur des 60. Infanterie-Regiments.

## Leben

### Herkunft
Seine Eltern waren der Hauptmann der Landwehr sowie Herr auf Suwalken und Rhein, George Christian von Hippel (* 1764; † 24. Dezember 1813) und dessen Ehefrau Cölestine Aurora von Gossow aus dem Haus Altgethen († 2. Juli 1858).

### Werdegang
Er kam am 10. Juli 1816 als Kadett nach Kulm und wurde am 2. Januar 1821 als Kadett nach Berlin versetzt. Von dort kam er am 8. April 1824 als Portepeefähnrich in das 31. Infanterie-Regiment, wo er am 12. Juni 1826 zum Seconde-Lieutenant befördert. Vom 1. Februar 1821 bis zum 31. Januar 1835 war er in das 31. Landwehr-Regiment versetzt, wo er Adjutant und Rechnungsführer in das I. Bataillon nach Erfurt kam. Nach seiner Rückkehr wurde er vom 15. Oktober 1836 bis zum 15. Juli 1839 an die Allgemeine Kriegsschule abkommandiert. Nach seiner Rückkehr kommandierte man ihn am 5. August 1839 für ein Jahr in die 6. Artillerie-Brigade. Am 12. Juni 1841 zum Premier-Lieutenant befördert, war er von 1841 bis 1842 Kompanieführer im III. Bataillon des 31. Landwehr-Regiments in Sangerhausen. Anschließend wurde er vom 1. Juni 1843 bis zum 31. März 1846 in das topographische Büro des Großen Generalstabes versetzt. Er wurde am 26. April 1848 Hauptmann und Kompaniechef in 31. Infanterie-Regiment, im gleichen Jahr war ein auch bei den Straßenkämpfen in Erfurt eingesetzt. Vom 16. November 1850 bis zum 1. Februar 1851 war er Kompanieführer im 31. Landwehr-Regiment.
Er stieg am 16. Juni 1853 zum Major auf und wurde dann am 17. Mai 1854 Kommandeur des 4. kombinierten Reserve-Bataillons; am 16. Juni 1855 kam er als Kommandeur in das II. Bataillon des 32. Infanterie-Regiments. Anschließend wurde er Kommandeur im II. Bataillon des 15. Infanterie-Regiments in Paderborn. Dort wurde er am 13. Mai 1859 zum Oberstleutnant befördert und am 8. Mai 1860 zur Führung des 20. kombinierten Infanterie-Regiments abkommandiert. Am 1. Juli 1860 wurde er dann Kommandeur des neuerrichteten 60. Infanterie-Regiments und dort am 18. Oktober 1861 zum Oberst befördert. Er wurde am 18. Januar 1863 mit dem Roten Adlerorden 3. Klasse mit Schleife ausgezeichnet und am 8. Januar 1864 in das 60. Infanterie-Regiments aggregiert. Am 14. April 1864 wurde er mit Regimentsuniform und Pension in den Ruhestand versetzt.
Während des Deutsch-Französischen Krieges wurde er am 18. Juli 1870 mit Pension zur Disposition gestellt und zunächst als Kommandant des Festungsbesatzung von Torgau eingesetzt. Am 6. November 1870 wurde er dann Kommandeur des magdeburgischen Landwehr-Brigade. Er erhielt am 25. März 1871 den Charakter als Generalmajor und wurde in das inaktive Verhältnis zurückversetzt. Er starb am 19. Februar 1895 in Oldenburg.

### Familie
Hippel heiratete am 12. Oktober 1846 in Berlin Marie Luise Adelaide Claude (* 3. Oktober 1818; † 9. Januar 1902), eine Tochter des Berliner Kaufmanns Jacques Louis Claude. Das Paar hatte zwei Kinder:
- Anna Maria Cöleste (Celeste) (* 30. Oktober 1847; † 25. Januar 1899) ⚭ 1870 Georg Ponsonby-Lyons (* 17. November 1830; † 25. Januar 1899), preußischer Oberst[1]
- Georg (* 20. März 1862), Hauptmann a. D.

⚭ 1897 (geschieden 1903) Helene Kretschmer (* 10. Dezember 1878)
⚭ 1910 Friederike Wilhelmine Klara Nötzel (* 8. Oktober 1887)